# Campionato sudamericano maschile under 20 di calcio 2001
Il Campionato sudamericano di calcio Under-20 2001, 20ª edizione della competizione organizzata dalla CONMEBOL e riservata a giocatori Under-20, è stato giocato in Ecuador. Le quattro migliori classificate si sono qualificate per il Campionato mondiale di calcio Under-20 2001.

## Partecipanti
Partecipano al torneo le rappresentative delle 10 associazioni nazionali affiliate alla Confederación sudamericana de Fútbol:
| - Argentina under 20 - Bolivia under 20 - Brasile under 20 - Cile under 20 - Colombia under 20 |  | - Ecuador under 20 - Paraguay under 20 - Perù under 20 - Uruguay under 20 - Venezuela under 20 |

## Città
La Federazione calcistica ecuadoriana scelse come luoghi deputati a ospitare la manifestazione le città di Latacunga, Ambato, Riobamba, Cuenca, Machala, Guayaquil e Portoviejo.

## Formato

### Fase a gironi
Le 10 squadre partecipanti alla prima fase sono divise in due gruppi da cinque ciascuno e si affrontano in un girone all'italiana con gare di sola andata. Passano al secondo turno le prime tre classificate in ogni gruppo.
In caso di arrivo a pari punti in classifica, la posizione si determina seguendo in ordine:
- Differenza reti;
- Numero di gol realizzati;
- Risultato dello scontro diretto;
- Sorteggio.

## Fase a gironi
Legenda
|  | Qualificata alla fase successiva |

### Gruppo A
| Squadra            | P.ti | G | V | P | S | GF | GS | DR |
| ------------------ | ---- | - | - | - | - | -- | -- | -- |
| Paraguay under 20  | 8    | 4 | 2 | 2 | 0 | 6  | 3  | +3 |
| Brasile under 20   | 7    | 4 | 2 | 1 | 1 | 6  | 3  | +3 |
| Ecuador under 20   | 5    | 4 | 1 | 2 | 1 | 3  | 2  | +1 |
| Perù under 20      | 4    | 4 | 1 | 1 | 2 | 5  | 9  | -4 |
| Venezuela under 20 | 2    | 4 | 0 | 2 | 2 | 4  | 7  | -3 |

| Latacunga 12 gennaio 2001 | Brasile | 4 – 1 | Perù |  |

| Riobamba 13 gennaio 2001 | Ecuador | 0 – 1 | Venezuela |  |

| Ambato 15 gennaio 2001 | Brasile | 0 – 1 | Paraguay |  |

| Ambato 15 gennaio 2001 | Ecuador | 2 – 0 | Perù |  |

| Riobamba 17 gennaio 2001 | Perù | 3 – 2 | Venezuela |  |

| Riobamba 17 gennaio 2001 | Ecuador | 1 – 1 | Paraguay |  |

| Riobamba 19 gennaio 2001 | Paraguay | 1 – 1 | Perù |  |

| Riobamba 19 gennaio 2001 | Brasile | 1 – 1 | Venezuela |  |

| Ambato 21 gennaio 2001 | Paraguay | 3 – 1 | Venezuela |  |

| Ambato 21 gennaio 2001 | Ecuador | 0 – 1 | Brasile |  |

### Gruppo B
| Squadra            | P.ti | G | V | P | S | GF | GS | DR |
| ------------------ | ---- | - | - | - | - | -- | -- | -- |
| Argentina under 20 | 10   | 4 | 3 | 1 | 0 | 8  | 2  | +6 |
| Cile under 20      | 6    | 4 | 2 | 0 | 2 | 6  | 5  | +1 |
| Colombia under 20  | 6    | 4 | 2 | 0 | 2 | 4  | 6  | -2 |
| Uruguay under 20   | 4    | 4 | 1 | 1 | 2 | 4  | 6  | -2 |
| Bolivia under 20   | 3    | 4 | 1 | 0 | 3 | 4  | 7  | -3 |

| Cuenca 14 gennaio 2001 | Uruguay | 0 – 1 | Colombia |  |

| Cuenca 14 gennaio 2001 | Bolivia | 0 – 2 | Argentina |  |

| Cuenca 16 gennaio 2001 | Uruguay | 2 – 1 | Cile |  |

| Cuenca 16 gennaio 2001 | Argentina | 4 – 1 | Colombia |  |

| Cuenca 18 gennaio 2001 | Colombia | 1 – 0 | Bolivia |  |

| Cuenca 18 gennaio 2001 | Argentina | 1 – 0 | Cile |  |

| Cuenca 20 gennaio 2001 | Cile | 2 – 1 | Colombia |  |

| Cuenca 20 gennaio 2001 | Uruguay | 1 – 3 | Bolivia |  |

| Cuenca 22 gennaio 2001 | Cile | 3 – 1 | Bolivia |  |

| Cuenca 22 gennaio 2001 | Argentina | 1 – 1 | Uruguay |  |

## Fase finale
| Squadra            | P.ti | G | V | P | S | GF | GS | DR  |
| ------------------ | ---- | - | - | - | - | -- | -- | --- |
| Brasile under 20   | 13   | 5 | 4 | 1 | 0 | 15 | 3  | +12 |
| Argentina under 20 | 8    | 5 | 2 | 2 | 1 | 5  | 4  | +1  |
| Paraguay under 20  | 6    | 5 | 1 | 3 | 1 | 7  | 6  | +1  |
| Cile under 20      | 5    | 5 | 1 | 2 | 2 | 5  | 12 | -7  |
| Ecuador under 20   | 4    | 5 | 1 | 1 | 3 | 4  | 7  | -3  |
| Colombia under 20  | 4    | 5 | 1 | 1 | 3 | 4  | 8  | -4  |

| Machala 24 gennaio 2001 | Ecuador | 0 – 1 | Argentina |  |

| Machala 24 gennaio 2001 | Paraguay | 3 – 1 | Colombia |  |

| Machala 24 gennaio 2001 | Brasile | 6 – 0 | Cile |  |

| Guayaquil 26 gennaio 2001 | Brasile | 4 – 2 | Colombia |  |

| Guayaquil 26 gennaio 2001 | Paraguay | 1 – 1 | Ecuador |  |

| Guayaquil 26 gennaio 2001 | Argentina | 2 – 2 | Cile |  |

| Portoviejo 28 gennaio 2001 | Ecuador | 0 – 1 | Colombia |  |

| Portoviejo 28 gennaio 2001 | Paraguay | 1 – 2 | Cile |  |

| Portoviejo 28 gennaio 2001 | Brasile | 1 – 0 | Argentina |  |

| Guayaquil 31 gennaio 2001 | Paraguay | 1 – 1 | Brasile |  |

| Guayaquil 31 gennaio 2001 | Argentina | 1 – 0 | Colombia |  |

| Guayaquil 31 gennaio 2001 | Cile | 1 – 3 | Ecuador |  |

| Guayaquil 4 febbraio 2001 | Paraguay | 1 – 1 | Argentina |  |

| Guayaquil 4 febbraio 2001 | Brasile | 3 – 0 | Ecuador |  |

| Guayaquil 4 febbraio 2001 | Colombia | 0 – 0 | Cile |  |

## Classifica marcatori
| Gol |  |  | Giocatore           | Squadra |
| --- |  |  | ------------------- | ------- |
| 6   |  |  | Adriano             |         |
| 6   |  |  | Ewerthon            |         |
| 5   |  |  | Alejandro Domínguez |         |
| 4   |  |  | Fábio Rochemback    |         |
| 4   |  |  | Mario Salgado       |         |
| 3   |  |  | Julio González      |         |